# Who's Zoomin' Who? (brano musicale)
Who's Zoomin' Who è una canzone di Aretha Franklin, pubblicata come singolo nel 1985, ed estratto dallomonimo album. La canzone raggiunse la settimana posizione della Billboard Hot 100 e la seconda della classifica Hot Black Singles. Who's Zoomin' Who fu usata anche come sigla per WrestleMania III nel 1987.

## Tracce
1. Who's Zoomin Who?
2. Sweet Bitter Love

## Classifiche
| Classifica (1985)                | Posizione più alta |
| -------------------------------- | ------------------ |
| U.S. Billboard Hot 100           | 7                  |
| U.S. Billboard Hot Black Singles | 2                  |